# Crimini perpetrati in Polonia durante la seconda guerra mondiale
Durante la seconda guerra mondiale morirono circa sei milioni di cittadini polacchi, divisi equamente tra ebrei e non ebrei. La maggior parte dei civili furono uccisi dalle repressioni della Germania nazista, dell'Unione Sovietica e dei loro alleati. Al Tribunale di Norimberga, vennero create tre categorie: coloro che avevano dato inizio alla guerra, coloro che avevano commesso crimini di guerra e coloro che avevano commesso crimini contro l'umanità. Questa voce tratta dettagliatamente i crimini di guerra e contro l'umanità perpetrati in Polonia durante la seconda guerra mondiale.

## L'occupazione tedesca e sovietica (da settembre 1939 a giugno 1941)

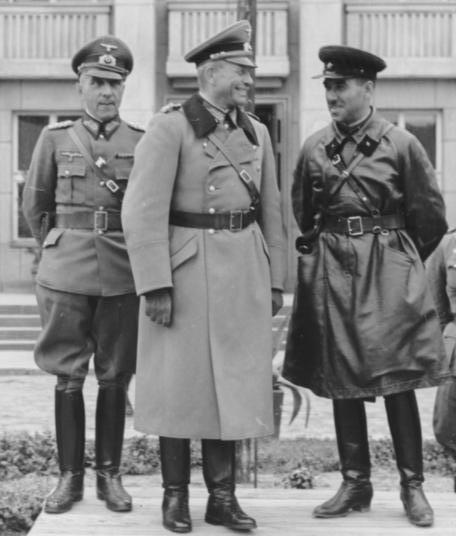
Parata comune della Wehrmacht e dell'Armata Rossa a Brėst alla fine dell'invasione della Polonia. Al centro il maggior generale Heinz Guderian e il Brigadiere Semyon Krivoshein.

Dopo l'invasione della Polonia del 1º settembre 1939 da parte della Germania nazista e degli alleati sovietici il 17 settembre 1939, la Polonia venne divisa in due. La Germania si annetté 91.902 km², dove abitavano 10 milioni di persone sotto il controllo del cosiddetto Governatorato Generale che consisteva in ulteriori 95.742 km con 12 milioni di cittadini. L'Unione Sovietica invece, occupò 202,069 km quadrati abitati da oltre 13 milioni di persone. Secondo diverse testimonianze, numerose sono le somiglianze fra le due modalità di occupazione, tra i quali lo sparare indiscriminatamente sui civili e prigionieri di guerra.

### L'occupazione sovietica
Solo una sparuta minoranza di cittadini Polacchi accolse con sollievo l'invasione sovietica. I russi cercarono di distruggere l'autodeterminazione polacca deportando centinaia di migliaia di cittadini polacchi, costringendoli alla loro dittatura.

#### Effetti sulla cultura polacca
I sovietici, di fatto, decisero di rimuovere mille anni di cultura polacca. La lingua venne sostituita nell'uso ufficiale dalla lingua russa. Le scuole diffusero la propaganda dei Soviet, e vietata l'educazione religiosa. I monumenti furono distrutti, i nomi delle strade vennero modificati, le librerie chiuse, le biblioteche bruciate, infine chiuse le case editrici. Vennero inoltre rigorosamente applicate le leggi di censura sovietica. Fu persino messo al bando il suono delle campane delle chiese.

#### Effetti sull'economia
Venne alzata la tassazione, forzando le istituzioni religiose a chiudere. I sovietici rimpiazzarono lo Zloty polacco con il Rublo, applicando un cambio 1:1, in quel periodo molto sfavorevole ai polacchi. Ciononostante la produzione fu forzata a continuare e a vendere a prezzi imposti prima della guerra. In questo modo solo i russi erano favoriti nell'acquisto dei beni. Interi ospedali, scuole e industrie furono trasferite in URSS.

#### Internamento di cittadini polacchi (Gulag)

##### Prigionieri di guerra polacchi
Tra le prime vittime vi fu il Corpo di Difesa di Confine Polacco, che perdette numerosi ufficiali. Vennero uccisi gli ufficiali polacchi presenti nelle zone di Wilno e Polesie. Mentre si dirigeva verso il confine Lituano assieme alla famiglia, il Generale Olszyna-Wilczyński venne fermato, interrogato in tutta fretta e giustiziato dalle truppe sovietiche. A Leopoli le truppe e le forze di Polizia polacche, si arresero dopo aver aderito alle condizioni che permettevano loro di recarsi in paesi neutrali, Romania e Ungheria, ma l'Amministrazione sovietica rinnegò l'accordo, inviandole in campi di prigionia sovietici, inclusi 2.000 ufficiali. I sovietici stimarono di aver catturato 9.350 ufficiali e 181.233 soldati.

##### Deportazioni

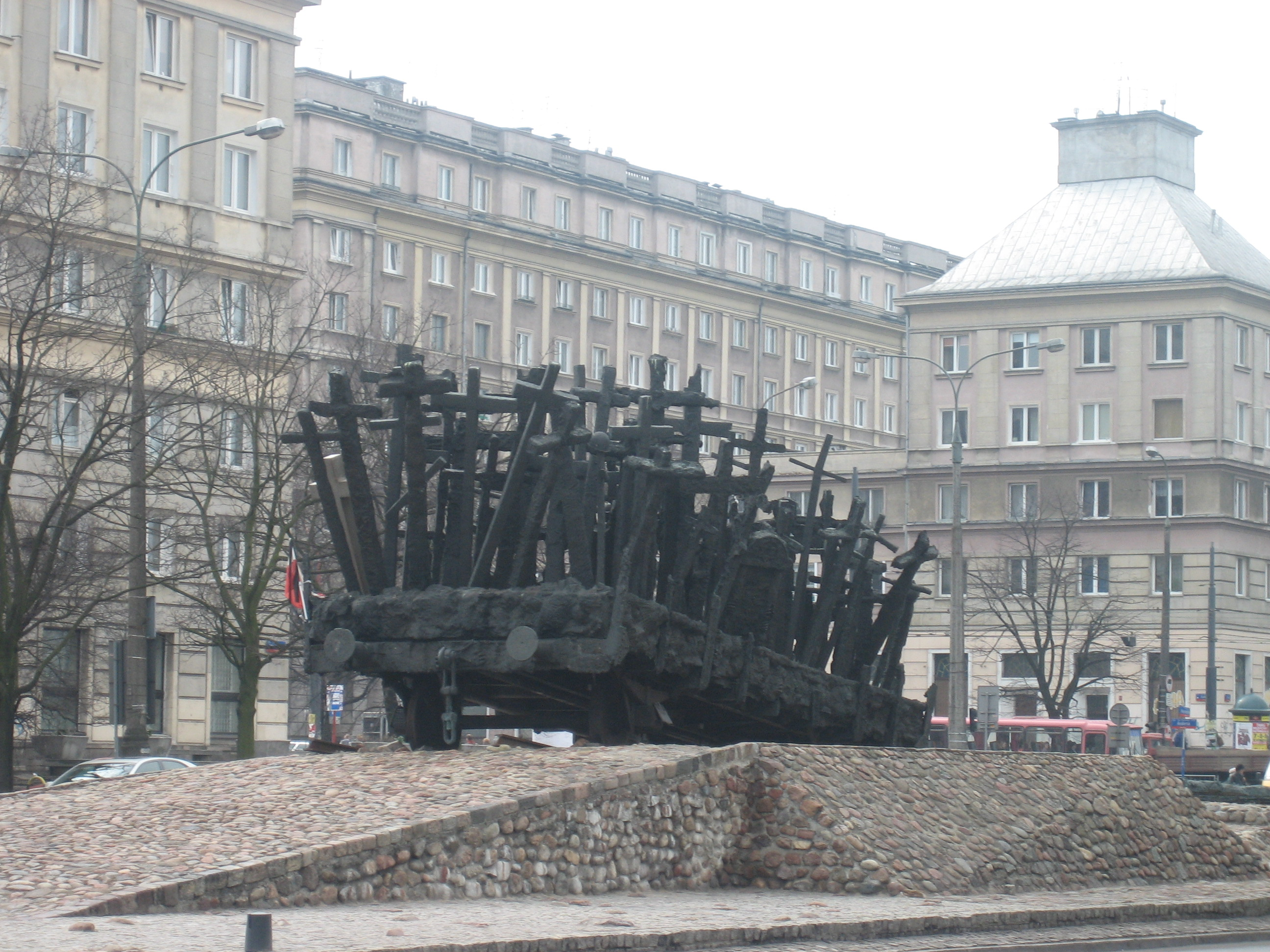
Monumento al deportato a Varsavia.

I sovietici utilizzarono gli stessi metodi di sottomissione utilizzati contro i loro stessi cittadini, in particolar modo quello della deportazione. Nel 1940 e nella prima metà del 1941, i sovietici deportarono più di 1.500.000 polacchi, la maggior parte suddivisi in quattro deportazioni di massa. La prima avvenne il 10 febbraio 1940, con più di 220.000 uomini inviati nel Nord della Russia Europea. La seconda tra il 13 e il 15 aprile 1940, con l'invio di 300.000 - 330.000 deportati, principalmente nel Kazakistan. Una terza, che ammontava a più di 240.000, forse 400.000 persone, nel giugno e nel luglio del 1940. La quarta si verificò nel mese di giugno 1941, e riguardò 200.000 persone, tra cui numerosi bambini. Alla ripresa delle relazioni diplomatiche polacco-sovietiche nel 1941, venne stimato, sulla base di informazioni sovietiche, che più di 760.000 dei deportati morì, i bambini ammontavano a circa un terzo dei deportati.

##### Il massacro di Katyn
La foresta di Katyn è nota per un massacro ad opera della Narodnyj komissariat vnutrennich del.  luogo in cui vennero uccisi dai Soviet 4.443 uomini. Erano in gran parte ufficiali polacchi di riserva, tra cui diversi leader politici, funzionari governativi ed intellettuali. Il massacro di Katyn è oggigiorno tragicamente associato alla sistematica esecuzione di 21.768 cittadini polacchi.

### L'occupazione tedesca

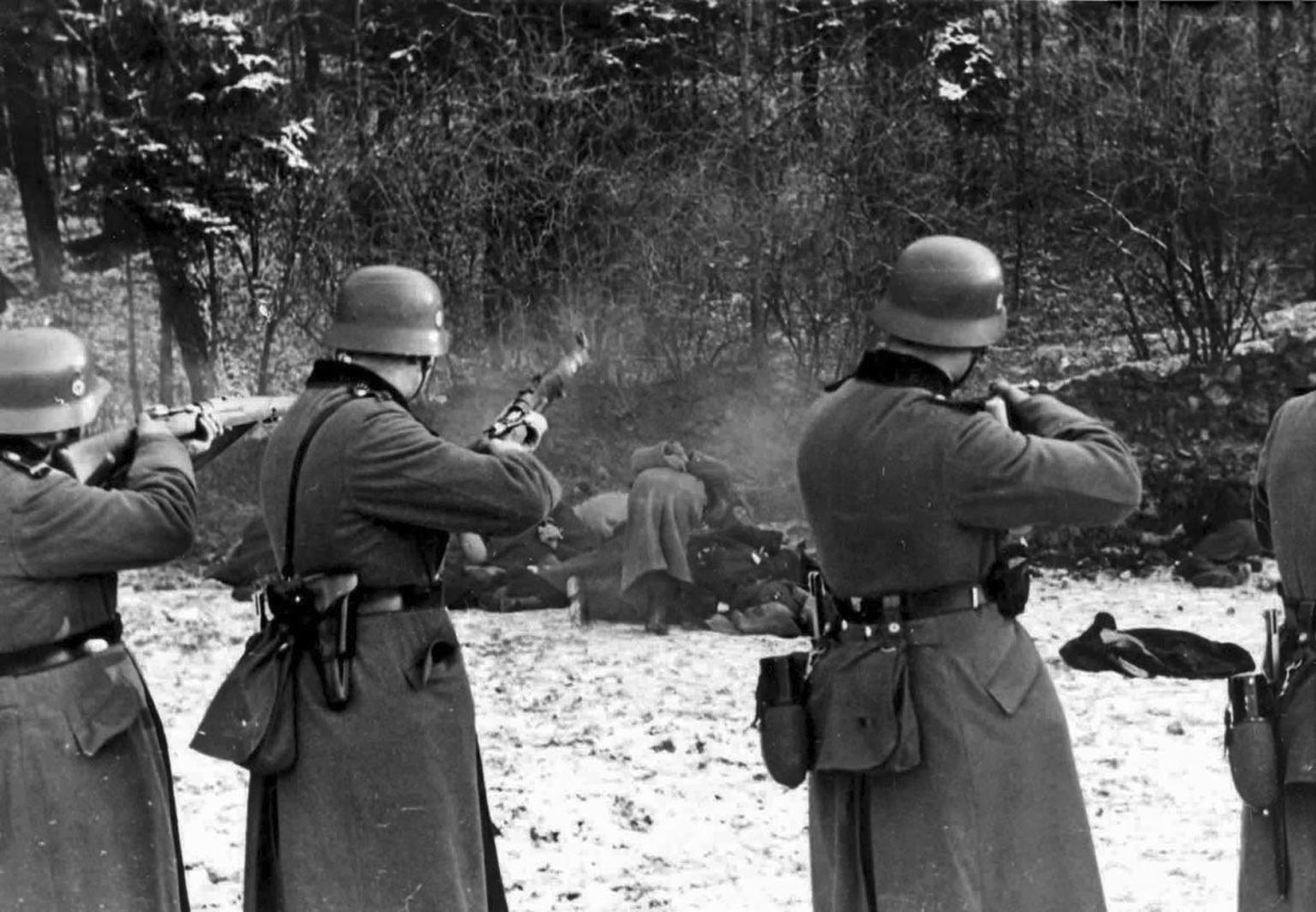
Esecuzione di 56 civili polacchi a Bochnia durante l'occupazione della Germania nazista della Polonia; 18 dicembre 1939

Fin dall'inizio, la guerra contro la Polonia fu intesa come il compimento del piano descritto da Adolf Hitler nel suo libro Mein Kampf. Il nucleo del piano consisteva nell'annettere l'intera Europa dell'Est alla Germania, al fine di conquistare il cosiddetto Lebensraum tedesco. L'Esercito tedesco fu inviato, come sentenziato da Adolf Hitler poco prima dell'invasione: "con l'ordine di uccidere senza pietà e tregua tutti gli uomini, donne e bambini della razza polacca". Questo evento può esser visto come il chiaro intento di distruggere l'intera nazione polacca. I tedeschi vedevano sia i polacchi sia gli ebrei polacchi come popolazione ad essi inferiore.

#### Atrocità commesse durante l'invasione della Polonia (1939)
I tedeschi, fin dall'inizio dell'invasione, condussero massacri ed esecuzioni. Si stima che furono condotte 200 esecuzioni al giorno. Tipicamente, le esecuzioni venivano effettuate in un luogo pubblico, ad esempio la piazza del villaggio.
Luoghi, date e numero di cittadini polacchi assassinati:
| - Starogard, 2 settembre, 150 polacchi e 40 ebrei. - Świekatowo, 3 settembre, 26 polacchi. - Wieruszów, 3 settembre, 20 ebrei. - Widawa, 3 settembre, il rabbino fu ucciso al rogo. - Massacro di Częstochowa, 4 settembre, 600-1000 morti. - Imielin, 4–5 settembre, 28 polacchi. - Kajetanowice, 5 settembre, 72 polacchi civili. - Trzebinia, 5 settembre, 97 cittadini polacchi. | - Piotrków, 5 settembre, appiccato quartiere ebreo. - Będzin, 8 settembre, 200 morti al rogo. - Tuchola, 8 settembre, 1 polacco. - Limanowa, 9 settembre, nove ebrei ed un polacco. - Kłecko, 9–10 settembre, 300 cittadini polacchi. - Mszadla, (Voivodato di Łódź) 10 settembre, 153 polacchi. - Gmina Besko, 11 settembre, 21 cittadini polacchi. - Kowalewice, (Voivodato di Łódź) 11 settembre, 23 polacchi. - Sucha Dolna (Voivodato di Łódź),11 settembre,11 cittadini polacchi. | - Kokoszkowy,13 settembre, 10 polacchi. - Pilica,12 settembre, 32 ebrei e 4 polacchi. - Olszewo (Gmina Brańsk), 13 settembre, oltre metà del villaggio. - Mielec, 13 settembre, 55 ebrei uccisi al rogo. - Piątek (Voivodato di Łódź), 13 settembre, 43 polacchi e 7 ebrei. - Przemyśl, 14 settembre, 43 ebrei fucilati. - Sieradz, 14 settembre, 5 ebrei e 2 polacchi. - Solec Kujawski, 14 settembre, 44 cittadini polacchi. - Linsk, 19 settembre, 1 polacco. | - Tuchola, 28 settembre, 1 polacco. - Gostycyn, 28–29 settembre, 6 polacchi. - Zurawki, 29 settembre, 9 polacchi. - Gzinka, 30 settembre, 11 cittadini polacchi. - Chojnice, 40 cittadini polacchi. - Gmina Kłecko, 23 polacchi. - Bądków (Voivodato di Łódź), 22 polacchi. - Dynów, 200 ebrei. - Danzica, 38 cittadini polacchi. |

Non solo venivano massacrati i soldati polacchi, persino i civili. Anche nel primo giorno di battaglia, il 1º settembre 1939, vennero uccisi prigionieri di guerra polacchi a Pilchowice, Czuchów, Gierałtowice, Bojków, Lubliniec, Kochcice, Zawiść, Ornontowice and Wyry.
Anche la Luftwaffe prese parte alle operazioni inducendo gli abitanti ad uscire in strada. Si stima che il numero di civili feriti o uccisi dai bombardamenti aerei è stato di oltre 100.000 persone. La Luftwaffe lanciò bombe su città abitate. Tra le città bombardate vi furono:
| - Brodnica - Bydgoszcz - Chełm - Ciechanów - Kraków - Częstochowa | - Grodno - Grudziądz - Gydnia - Janów - Jasło - Katowice | - Kielce - Kowel - Kutno - Lublin - Lwów - Olkusz | - Piotrków - Płock - Płońsk - Poznań - Puck - Radom | - Radomsko - Sulejów - Warsaw - Wieluń - Wilno - Zamość |

Oltre 156 città e villaggi furono attaccati dalla Luftwaffe. Varsavia soffrì particolarmente della combinazione tra bombardamento aereo e fuoco d'artiglieria, che ridusse gran parte del centro storico in macerie. L'Unione Sovietica assistette i tedeschi, permettendogli di usare un radiofaro da Minsk per guidare i loro piani di battaglia.

#### Gli incidenti di Bydgoszcz
I tedeschi, come parte della loro campagna anti-polacca, usarono le morti tedesche della domenica 3 settembre 1939 a Bydgoszcz, per sostenere l'invasione ed i successivi massacri. La minoranza tedesca, che viveva nella città polacca, aveva attuato azioni contro i polacchi, tra le quali sparare contro i loro soldati. I soldati polacchi fucilarono un certo numero di tedeschi per varie ragioni, incluso il possesso di armi. lo storico britannico Norman Davies ha stimato che circa 20.000 polacchi furono uccisi nella rappresaglia.

#### Terrore e crimini contro la classe colta ed il clero
Durante la campagna di Polonia, squadre speciali delle SS e della polizia, la Einsatzgruppen, vennero schierate nei territori appena conquistati per arrestare ed uccidere i civili che resistevano ai tedeschi o coloro che, in base alla loro posizione sociale, erano considerati in grado di farlo. Diecimila tra ufficiali del governo, proprietari terrieri, sacerdoti, e membri della classe colta, insegnanti, dottori, giornalisti, ed altri, sia polacchi che ebrei,  vennero uccisi in esecuzioni di massa o mandati in prigione ed in campi di concentramento. Le unità dell'esercito tedesco e le forze paramilitari di difesa della Selbstschutz, composte da cittadini di etnia tedesca, i Volksdeutsche, parteciparono ad esecuzioni di civili polacchi. Il Selbstschutz, insieme alle unità delle SS, prese attivamente parte agli omicidi di massa di Piaśnica, nel quale furono uccisi tra i 12.000 e i 16.000 civili polacchi.
Uno dei casi più noti fu la deportazione in campi di concentramento del novembre 1939, di 180 professori dell'università di Cracovia. Gli occupanti tedeschi nel maggio 1940 lanciarono la AB-Aktion, un piano per eliminare la classe colta e dirigente. Oltre 16.000 di loro trovarono la morte nella sola Operazione Tannenberg.
Nella regione del Reichsgau Wartheland la Chiesa cattolica fu soppressa più duramente che altrove: le chiese vennero sistematicamente chiuse, la maggior parte dei preti uccisa, imprigionata o deporatata dal Governatorato Generale. I diari del governatore generale nei territori occupati in Polonia, Hans Frank, mostrano come egli pianificasse una "guerra al clero". I tedeschi chiusero inoltre i seminari ed i conventi e perseguirono i monaci e le suore. Tra il 1939 ed il 1945 vennero uccisi, in tutta la Polonia, circa 2.801 membri del clero polacco: di questi, 1.926 in campi di concentramento, di cui 798 a Dachau. 108 di loro vengono ricordati come beati martiri, e Massimiliano Maria Kolbe come santo.

#### Genocidio culturale e preparazione alla soluzione finale
Come parte di un più ampio piano di distruggere la cultura polacca i tedeschi chiusero o distrussero le università, le scuole, i musei, le librerie ed i laboratori scientifici. Le istituzioni accademiche polacche vennero utilizzate come stabilimenti tedeschi. I bambini furono forzati a frequentare le scuole tedesche, che adottavano un sistema molto severo. Furono demoliti centinaia di monumenti raffiguranti eroi nazionali. Per prevenire la nascita di una nuova generazione di polacchi colti, gli ufficiali tedeschi decretarono che l'educazione dei bambini polacchi doveva terminare dopo pochi anni di scuola elementare.
"L'unico scopo di questa scolarizzazione era di insegnare basi di aritmetica, senza utilizzare numeri superiori a 500, la scrittura dal proprio nome e la dottrina per cui è legge divina obbedire ai tedeschi. Io non credo che la lettura fosse desiderata,"
Alla fine di ottobre 1939, i tedeschi, introdussero la pena di morte per disobbedienza all'occupazione tedesca.
In base ad un memorandum di Himmler del maggio 1940, sappiamo che esisteva un piano per spostare i polacchi in Siberia. Nel memorandum egli promise di deportare tutti i polacchi nell'est della Russia. Furono realizzati piani per il trasporto di massa e per la costruzione di campi di lavoro per circa 20 milioni di polacchi. Tutti erano destinati a morire nella coltivazione delle paludi.
Durante la guerra, Himmler, nei suoi poteri di Commissionario del Reich supervisionò il rapimento di bambini polacchi per la "germanizzazione". I tedeschi presero circa 50.000, alcune stime parlano di 200.000, bambini polacchi dalle loro famiglie. Molti di questi bambini non furono mai recuperati e rimasero in Germania.

#### Massacri tedeschi

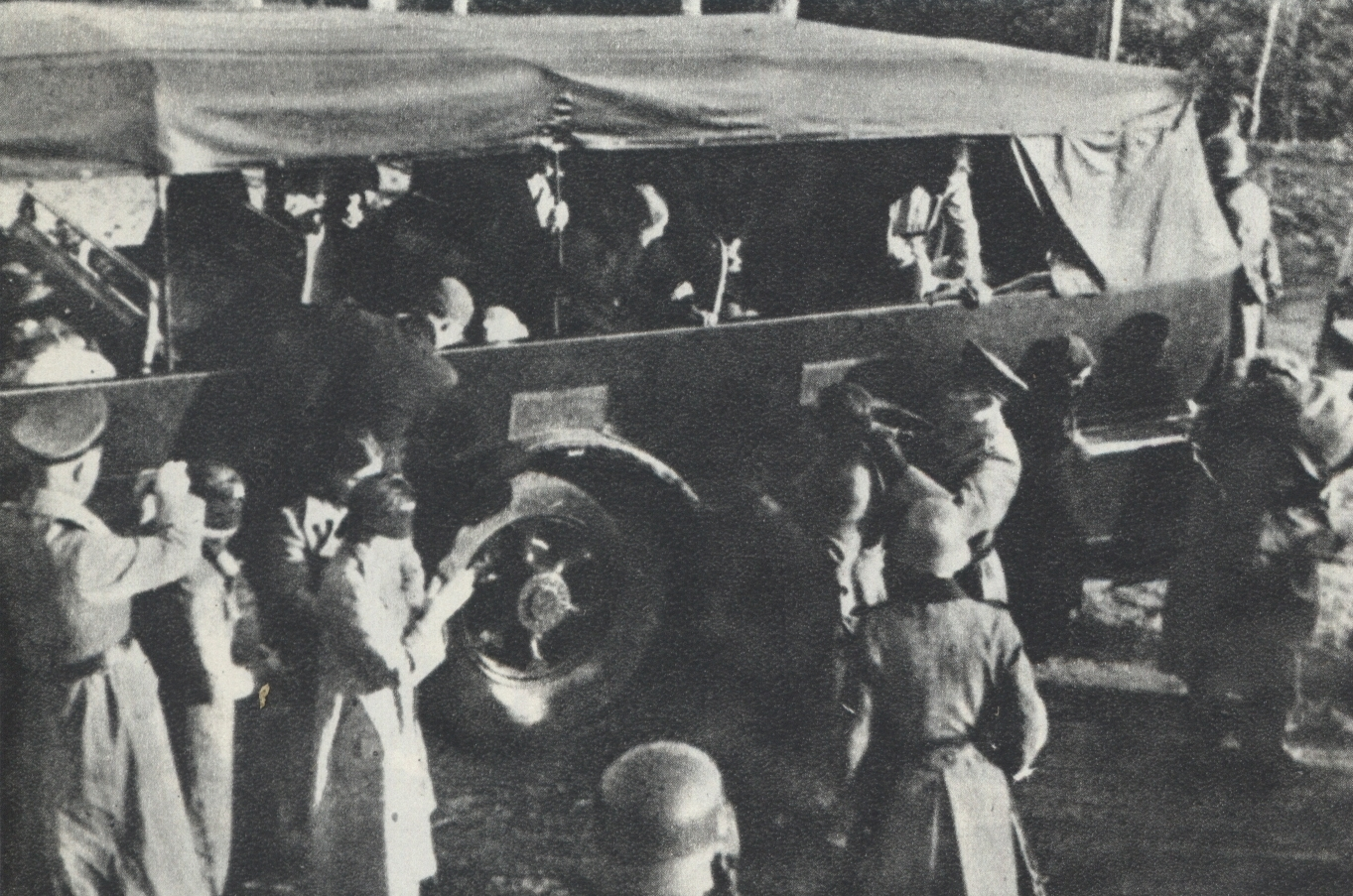
Gli ostaggi polacchi mentre vengono bendati durante la preparazione per la loro esecuzione di massa a Palmiry, 1940.

- Otorowo 20 ottobre - 5[39] o 19 polacchi[54]
- Szamotuły 20 ottobre - 5 polacchi[39]
- Varsavia 22 novembre - 53 ebrei[81]
- Wawer 27 dicembre - 106 vittime[87] o 107 assassinati[2][88]
- Palmiry tra dicembre 1940 e luglio 1941 - 2.000 polacchi[11][81]
- Kościan - 50 polacchi includendo un prete[39]
- Kościan - 75 polacchi[39]
- Gniezno - 15 cittadini polacchi includendo Padre Zabłocki[39]
- Bydgoszcz - 136 scolari polacchi con circa 6.000 altri dalla fine del 1939[89]
- Leszno - 250 polacchi[90]
- Śrem - 118 polacchi[90]
- Wolsztyn - Un gruppo di polacchi[90]
- Kórnik - 16 cittadini polacchi[90]
- Trzemeszno - 30 cittadini polacchi[90]
- Mogilno - 40 cittadini polacchi[90] o 39 polacchi e un ebreo and one Jew[91]
- Antoninek - 20 cittadini polacchi[90]

Altri siti includono: Rawicz, Grodzisk Wielkopolski, Nowy Tomyśl, Międzychód, Żnin, Września, Chełmno, Chojnice, Kalisz e Włocławek.

#### Germanizzazione della Polonia
L'obiettivo dei nazisti nel Wartheland era di completare la germanizzazione: assimilare politicamente, economicamente, culturalmente ed a livello sociale il territorio sottomesso all'interno del Reich. I tedeschi chiusero le scuole elementari nelle quali la lingua insegnata era il polacco. Strade e città venivano ribattezzate, cosicché ad esempio Łódź divenne Litzmannstadt. Decine di migliaia di imprese, dalle grandi industrie fino alle botteghe, furono espropriate senza indennizzi ai proprietari. Avvisi esposti in luoghi pubblici intimavano: "Vietato l'accesso ai Polacchi, agli Ebrei e ai cani".
In un discorso rivolto ai coloni tedeschi, Arthur Greiser espresse l'intenzione di fare in modo che entro dieci anni non sarebbe rimasta al di fuori del controllo tedesco nemmeno la più piccola proprietà terriera. Questo riassetto riguardò circa due milioni di Polacchi. Nel corso del rigido inverno 1939-40 ad intere famiglie fu imposto di rinunciare ad ogni cosa senza alcun risarcimento. Considerando solamente l'Operazione Tannenberg, questo trattamento venne applicato a 750.000 contadini polacchi, le cui proprietà finirono a tedeschi. Altri 300.000 vennero uccisi.
Gli Ebrei venivano invece concentrati in ghetti nelle città. Heinrich Himmler ordinò che la gran parte degli ebrei dei territori annessi fosse deportata nella Polonia centrale. Già nell'inverno tra il '39 ed il '40, 100.000 ebrei vi vennero deportati.

#### Sterminio dei pazienti psichiatrici
Nel luglio 1939, fu sviluppato dai nazisti un programma di eutanasia chiamato Aktion T4 con l'intenzione di sterminare persone con handicap fisici o mentali. Durante l'invasione tedesca della Polonia, il programma fu messo in atto nel territorio polacco occupato. Il piano seguito fu il seguente: un direttore tedesco avrebbe preso il controllo dell'ospedale psichiatrico: sotto minaccia di esecuzione, nessun paziente avrebbe potuto essere dimesso dall'ospedale. I pazienti venivano quindi contati e trasportati su camion verso una destinazione sconosciuta. Ogni camion era scortato da un distaccamento speciale delle SS, che faceva ritorno dopo qualche ora senza i pazienti. Secondo la versione ufficiale i pazienti erano stati trasferiti ad un altro ospedale, mentre in realtà erano stati uccisi. La prima azione di questo tipo ebbe luogo il 22 settembre 1939 a Kocborowo, un grande ospedale psichiatrico della regione di Danzica. Vennero uccisi da un plotone di esecuzione, assieme ai loro pazienti, sei impiegati dell'ospedale, e il vicedirettore. Entro dicembre, 1.800 pazienti di Kocborowo erano stati assassinati e seppelliti nella foresta di Szpegawski. In totale, questa foresta accolse i resti di 7.000 di queste persone. Simile sterminio ebbe luogo nell'ottobre del 1939 in un ospedale di Owińska, vicino a Poznań, dove furono uccisi 1.000 pazienti (sia adulti che bambini).
Oltre alla fucilazione, vennero utilizzati altri metodi per compiere omicidi di massa. I pazienti di Owińska furono portati in una fortezza militare a Poznań, dove furono uccise in camere a gas con l'utilizzo di monossido di carbonio circa cinquanta persone alla volta. A questo scopo fu utilizzato anche il monossido di carbonio proveniente dai gas di scarico dei camion. Lo stesso metodo fu utilizzato all'ospedale di Kochanówek, vicino a Łódź, dove tra il marzo e l'agosto del 1940 furono uccise 2.200 persone. Questa fu la prima prova di omicidio di massa tramite l'avvelenamento da gas, tecnica poi utilizzata e perfezionata su molti altri pazienti psichiatrici nella Polonia occupata ed in Germania, e a partire dal 1941 sugli internati nei campi di sterminio. Tra i malati psichiatrici in Polonia nel corso dell'occupazione nazista si stimano più di 16.000 vittime, alle quali ne vanno aggiunte altre 10.000 a causa della malnutrizione. In aggiunta a ciò, dei 243 membri che l'Associazione Polacca di Psichiatria contava prima della guerra, circa 100 andarono incontro allo stesso destino dei propri pazienti.

#### Lavori forzati
Ogni polacco di sesso maschile poteva essere costretto al lavoro forzato. Tra il 1939 ed il 1945, almeno un milione e mezzo di cittadini polacchi furono trasferiti nel Reich a tale scopo. Il Ministero degli esteri polacco crede che siano state invece coinvolte più di due milioni e mezzo di persone nel corso della guerra. Molti erano ragazzi e ragazze adolescenti. Sebbene la Germania si sia avvalsa anche di lavoratori forzati provenienti dall'Europa occidentale, i Polacchi, assieme ad altri Europei orientali considerati inferiori, furono soggetti a misure discriminatorie particolarmente rigide. Erano obbligati a portare una "P" cucita sui vestiti, soggetti al coprifuoco, ed esclusi dai trasporti pubblici. Mentre il trattamento dei lavoratori in fabbrica o nei campi variava a seconda del singolo datore di lavoro, i salari degli operai polacchi erano di regola più bassi e le loro giornate lavorative più lunghe di quelle degli Europei occidentali, e, in molte città, essi erano costretti a vivere in quartieri separati da filo spinato. Relazioni sociali con tedeschi al di fuori del lavoro erano scoraggiate e relazioni sessuali con loro erano considerate "contaminazioni razziali", e punibili con la morte. Durante la guerra, centinaia di uomini polacchi furono giustiziati per relazioni intrattenute con donne tedesche.

#### I campi di concentramento
I cittadini polacchi, specialmente quelli di etnia polacca e gli ebrei polacchi, furono prigionieri in quasi ogni campo dell'esteso sistema di campi di concentramento in Polonia e nel Reich. Nel settembre 1939 venne costruito un grande campo di lavoro a Stutthof, ad est di Danzica. In questo campo 20.000 polacchi morirono a causa delle esecuzioni, del duro lavoro e delle dure condizioni di vita. Alcune centinaia di migliaia di polacchi furono deportati a Majdanek e decine di migliaia di loro vi morirono. Si stima che furono 20.000 polacchi a morire a Sachsenhausen, 20.000 a Gross-Rosen, 30.000 a Mauthausen, 17.000 a Neuengamme, 10.000 a Dachau, e 17.000 a Ravensbrück. Inoltre, vennero fucilate o morirono negli altri campi, decine migliaia di persone, inclusi gli speciali campi per bambini di Łódź e Dzierżan, nelle prigioni ed in altri luoghi di detenzione al di fuori della Polonia.

##### Campo di concentramento di Auschwitz

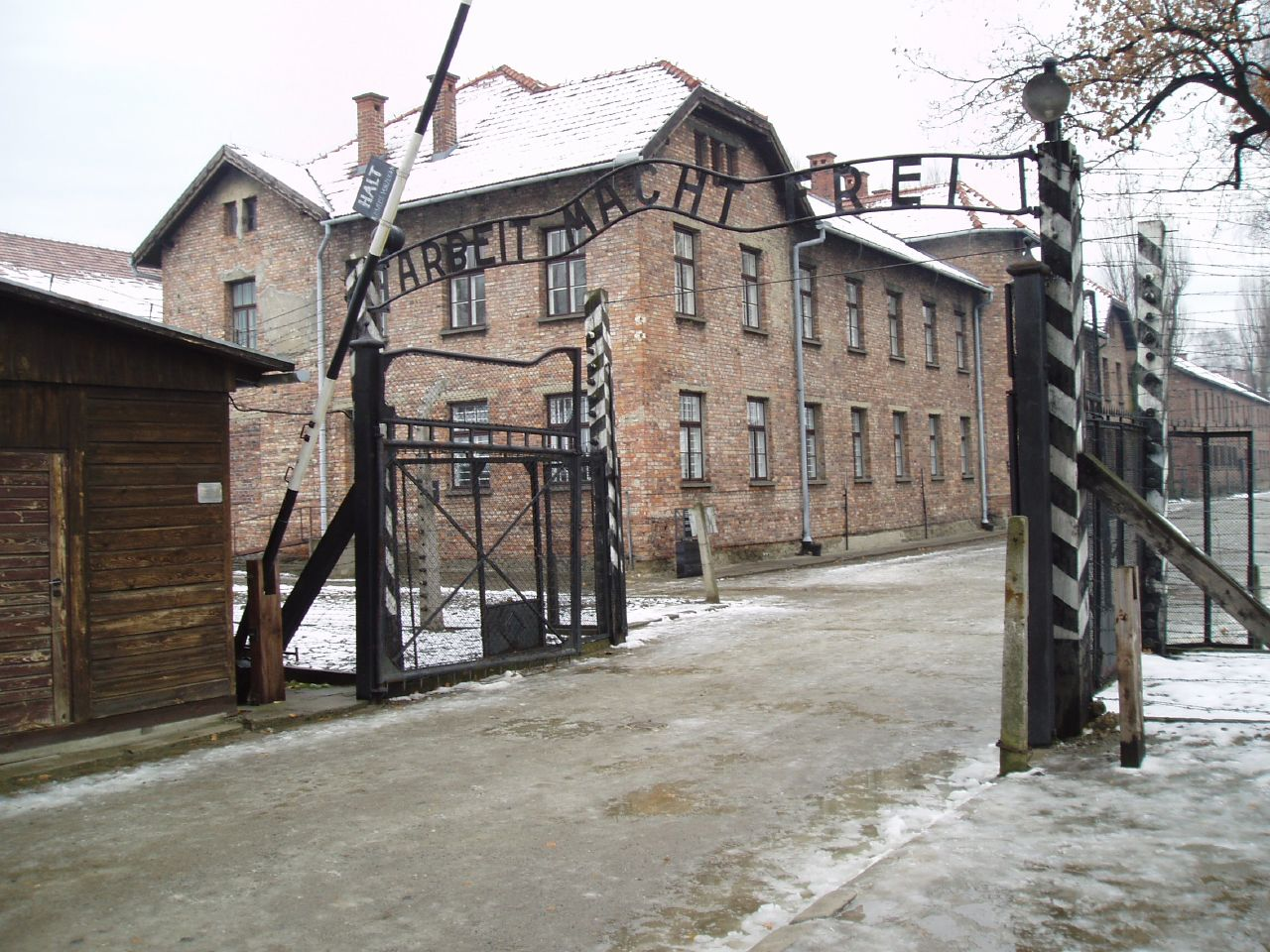
Il cancello di Auschwitz I.

Il campo di concentramento di Auschwitz divenne operativo il 14 giugno 1940. Il primo trasporto di 728 prigionieri polacchi consisteva soprattutto di scolari, studenti e soldati provenienti da una sovraffollata prigione a Tarnów. Nel giro di una settimana arrivarono altre 313 persone. Arrivarono grossi carichi ad agosto (1.666) e settembre (1.705). Questa cosiddetta fase "polacca" durò fino a metà del 1942. Dal marzo 1941, 10.900 prigionieri furono registrati nel campo, la maggior parte polacchi.

#### Il trattamento degli ebrei polacchi
Mentre i polacchi erano soggetti ad una persecuzione avente lo scopo di scoraggiarli ad opporre resistenza, tutte le persone di etnia ebrea venivano sistematicamente assassinate. Si stima che, durante i primi 55 giorni di occupazione, 5.000 ebrei furono uccisi. Ciononostante venivano uccisi un maggior numero di polacchi. Gli ebrei polacchi sopra i 12 anni o i 14 furono forzati ad indossare la Stella di Davide.
I tedeschi all'interno della Polonia occupata crearono 400 ghetti in cui confinarono gli ebrei. Questi ghetti servivano quale parte del piano della politica tedesca dell'eliminazione degli ebrei dall'Europa. La combinazione di sovraffollamento, condizioni insalubri e mancanza di cibo causarono un'elevata mortalità. Il primo ghetto venne costruito nell ottobre 1939 a Piotrków. Inizialmente il ghetto era aperto, ma il 1º maggio 1939 il ghetto di Łódź venne chiuso dai tedeschi con gli ebrei all'interno. Il ghetto di Varsavia fu chiuso nel 1940. I tedeschi cominciarono a costruire una riserva per gli ebrei vicino a Lublino.
I tedeschi tentarono di dividere i polacchi dagli ebrei usando leggi crudeli, come quella che impediva ai polacchi di fare acquisti nei negozi ebrei, pena l'esecuzione. Maria Brodacka divenne il primo polacco ucciso dai tedeschi per aver aiutato un ebreo. I tedeschi usarono l'incidente per uccidere 100 ebrei tenuti in ostaggio. All'inizio della guerra 1.335 polacchi furono assassinati per aver ospitato degli ebrei.
Verso la fine del 1942, lo sterminio degli ebrei polacchi era iniziato con la deportazione in campi di sterminio al di fuori della Polonia.

## La fine del ruolo tedesco e l'inizio della dominazione sovietica

### La fine dei crimini nazisti

#### Atrocità durante la Rivolta di Varsavia

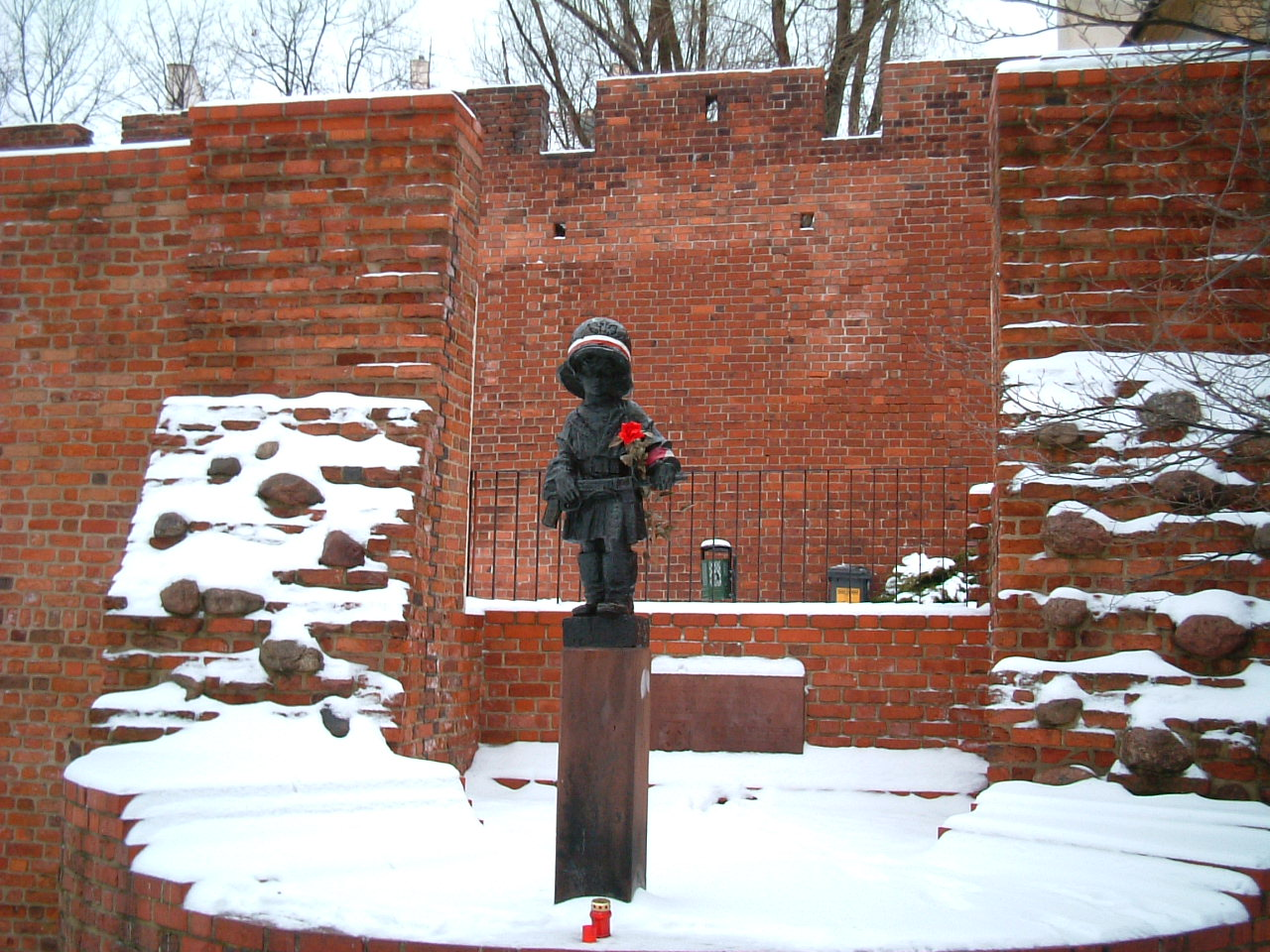
Monumento ai bambini della Rivolta di Varsavia.

Nel corso del 1944 Rivolta di Varsavia, Le forze tedesche commisero molte atrocità contro i civili polacchi, con la seguente "distruzione pianificata di Varsavia l'ordine di Hitler di radere al suolo la città e di trasformarla in un lago.
La più grave di loro ha avuto luogo nel quartiere di Wola dove, agli inizi di agosto 1944, decine di migliaia di civili, uomini, donne e bambini, furono raggruppati ed uccisi dal Einsatzkommando della Sicherheitspolizei comandate da Erich von dem Bach-Zalewski. Le esecuzioni nel quartiere Wola, a volte chiamato il massacro di Wola, comprendeva anche le uccisioni di pazienti e del personale degli ospedali locali. I Corpi delle vittime sono stati poi raccolti dai membri del Verbrennungskommando, composto da uomini polacchi selezionati, e bruciati. Il massacro fu così truce che persino l'alto comando tedesco ne rimase sorpreso.
Altri simili massacri ebbero luogo nelle aree di Śródmieście (Centro Città), centro storico, Marymont, e nei distretti di Ochota. Nel distretto di Ochota, l'uccisione di civili, stupri e saccheggi furono condotti dai membri dei collaboratori russi della SS-Sturmbrigade RONA. Fino alla fine del settembre 1944, i membri della resistenza polacca furono considerati dai tedeschi come combattenti; così, quando furono catturati, furono sommariamente giustiziati. Dopo la caduta del centro storico, durante il mese di settembre, i rimanenti 7.000 pazienti gravemente feriti negli ospedali furono giustiziati o bruciati vivi spesso con il personale medico che si prendeva cura di loro. Simili atrocità accaddero più tardi anche nel quartiere di Czerniaków. Un certo numero di ribelli furono impiccati o comunque giustiziati dopo la caduta dei distretti di Powiśle e Mokotów.
| Linea storica dei massacri avvenuti durante la Rivolta di Varsavia - Aug 2 - Rakowiecka Street Prison – circa 500 prigionieri e gesuiti assassinati. - 2 agosto - Ochota - I tedeschi uccidono tutti gli ostaggi. - 2 agosto - Centro Storico - 300 pazienti assassinati. - 4 agosto - Ochota – Inizio del massacro dei residenti. - 5 agosto - Wola – Inizio del massacro dei residenti. In totale 10.000, 20.000 o 40.000 residenti assassinati. - 5 agosto - Ospedale Wolski – circa 360 e personale medico assassinati. - 5 agosto - Ospedale San Lazzaro – circa 1.000 pazienti e personale medico assassinati. | - 6 agosto - Ospedale Karola i Marii – oltre 100 pazienti uccisi. - 8 agosto - Centro storico - I tedeschi danno fuoco agli edifici nel Centro Storico. - 10 agosto - Ochota - La Brigata SS-RONA continua ad uccidere i residenti. - 13 agosto - Centro Storico – Un'esplosione uccide 350 persone, per lo più civili. - 28 agosto - Polish Security Printing Works - Ferito il personale ospedaliero da campo e i civili al riparo in cantina uccisi. - 29 agosto - I tedeschi uccidono persone anziane e invalidi al riparo dentro il Municipio. - 2 settembre - Centro Storico – 7.000 civili assassinati. |

Più di 200.000 Polacchi furono uccisi durante la rivolta. Dei 450.000 civili sopravvissuti, 150.000 furono spediti in campi di lavoro in Germania, e tra i 50.000 e i 60.000 furono mandati a morte nei campi di concentramento. Anche dopo la fine della rivolta, i tedeschi continuarono a distruggere sistematicamente la città. La città è stata lasciata in rovina. Né Erich von dem Bach-Zalewski, né Heinz Reinefarth sono mai stati processati per le loro atrocità durante la Rivolta di Varsavia.
Il ruolo dei Sovietici è argomento di dibattito fra gli storici. La domanda è perché abbiano arrestato la loro avanzata sulla città e negato l'utilizzo dei loro campi d'aviazione per la RAF e la US Air Force.